# Precuneus

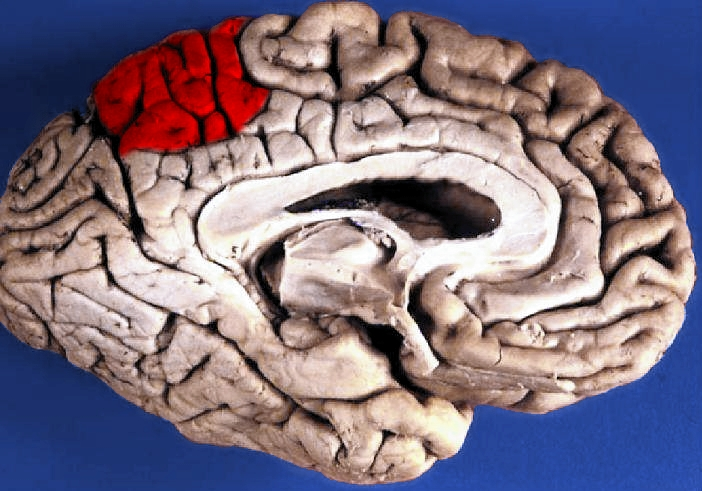
Precuneus

Die Bezeichnung Precuneus bezieht sich auf denjenigen Teil des medialen Hirnmantels, der zwischen Okzipitallappen und Lobulus paracentralis gelegen ist. Er wird nach rostral und basal durch die verzweigten Ausläufer des Sulcus cinguli vom Lobulus paracentralis und Gyrus cinguli getrennt, nach occipital vom Sulcus parietooccipitalis. Er wird in neurophysiologischer Hinsicht manchmal als Teil des Lobulus parietalis superior beschrieben.

## Topographie

Lobulus parietalis superior
Precuneus

Der Precuneus geht an der Mantelkante in den Lobulus parietalis superior über, mit dem er möglicherweise gemeinsame neurophysiologische Aufgaben teilt. Funktionell-anatomisch bildet er den Übergang zwischen dem Default Mode-Netzwerk und dem fronto-parietalen Aufmerksamkeitsnetzwerken.

## Funktion
Der Precuneus spielt eine wichtige Rolle bei visueller Kognition und Aufmerksamkeitsprozessen. Eine zentrale Rolle wird ihm bei der visuellen Vorstellung zugeschrieben.
Als Teil des Default Mode-Netzwerkes ist der Precuneus für den Abruf episodischer, insbesondere autobiographischer Gedächtnisinhalte von Bedeutung.
Jüngere Forschungen zeigen, dass der Precuneus auch eigenständige Gedächtnisrepräsentationen herausbilden kann. Forscher des Instituts für Medizinische Psychologie und Verhaltensneurobiologie des Universitätsklinikums Tübingen haben erforscht, wie der Hippocampus mit dem Precuneus beim Lernen zusammenarbeitet und konnten zeigen, dass der Precuneus den anatomischen Sitz des Engramms darstellen könnte. Der Precunues scheint dabei vor allem für die Enkodierung spezifischer räumlicher Information in das Langzeitgedächtnis bedeutsam zu sein.